# Ulica Józefa Hoene-Wrońskiego w Warszawie
Ulica Józefa Hoene-Wrońskiego – ulica w warszawskiej dzielnicy Śródmieście

## Historia
Ulica została wytyczona około roku 1922, jako granica Kolonii Profesorskiej – osiedla willi położonych przy ul. Górnośląskiej, wybudowanego w tym samym czasie. Parzystą stronę ul. Hoene-Wrońskiego wypełniły gmachy szkolne: żeńskiej Państwowej Szkoły Handlowej, wybudowanej przy ul. Górnośląskiej 31 w okresie 1919–26 według projektu Romualda Gutta, oraz zespół budynków Gimnazjum im. Stefana Batorego wybudowanego w latach 1922–1924 przy ul. Myśliwieckiej 6. Patronem ulicy jest Józef Hoene-Wroński, polski matematyk, filozof i fizyk.
Dużą część pierzei zachodniej wypełniły zabudowania Internatu dla Niezamożnych Słuchaczek Seminarium Nauczycielskiego, powstałego w latach 1928–1930 przy Myśliwieckiej z fundacji ordynatowej Heleny Bispingowej; po roku 1933 w budynkach tych miała swą siedzibę Miejska Szkoła Sztuk Zdobniczych.
Pozostałe parcele przy nieparzystej stronie ul. Hoene-Wrońskiego przeznaczono pod budowę willi dla architektów, należących do Kolonii Profesorskiej; swe domy w okresie 1923–1930 wznieśli tu Romuald Gutt, Karol Jankowski, Edmund Bartłomiejczyk, Józef Sterdyński i Czesław Domaniewski.
Cała zabudowa ulicy przetrwała okres okupacji niemieckiej.